# Amaury Sport Organisation
Amaury Sport Organisation (A.S.O., рус. Спортивная организация Амори́) — отделение французской медиагруппы EPA (Editions Philippe Amaury), известное как организатор важнейших спортивных мероприятий, таких как «Тур де Франс», Париж — Ницца, «Ралли Дакар», Парижский марафон и многие другие. В 2008 году ASO организовала Ралли Центральной Европы, прошедшее по территориям Румынии и Венгрии.
«Тур де Франс» был учреждён газетой L'Auto в 1903 году. Газета была закрыта в связи с войной. Гонка перешла во владение L’Équipe (ныне часть EPA) после окончания войны. Позже гонка перешла во владение ASO как компании, учредившей газету.
Amaury Sport Organisation организует также велогонки Париж — Рубе, Льеж — Бастонь — Льеж, африканскую велогонку «Тур дю Фасо», ближневосточную «Тур Катара», турнир по гольфу Open de France и другие известные соревнования.
Президент организации — Патрик Клерк.

## Соревнования
В 2014 году под эгидой A.S.O. проводятся:
| Шоссейные велогонки - Тур Катара - Тур Омана - Париж — Ницца - Критериум Интернасиональ - Париж — Рубэ - Флеш Валонь - Льеж — Бастонь — Льеж - Тур Пикардии - Международная портовая классика - Критериум Дофине - Тур де Франс - Ла Курс Тур де Франс - Арктическая гонка Норвегии - Вуэльта Испании - Тур де л'Авенир - Тур Пекина - Париж — Тур - Критериум Сайтамы | Моторный спорт - Ралли Дакар Гольф - Гран-при Schweppes - Alstom Open de France - Lacoste Ladies Open de France Лёгкая атлетика - Барселонский марафон - Парижский полумарафон - Парижский марафон |